# Devin Vassell

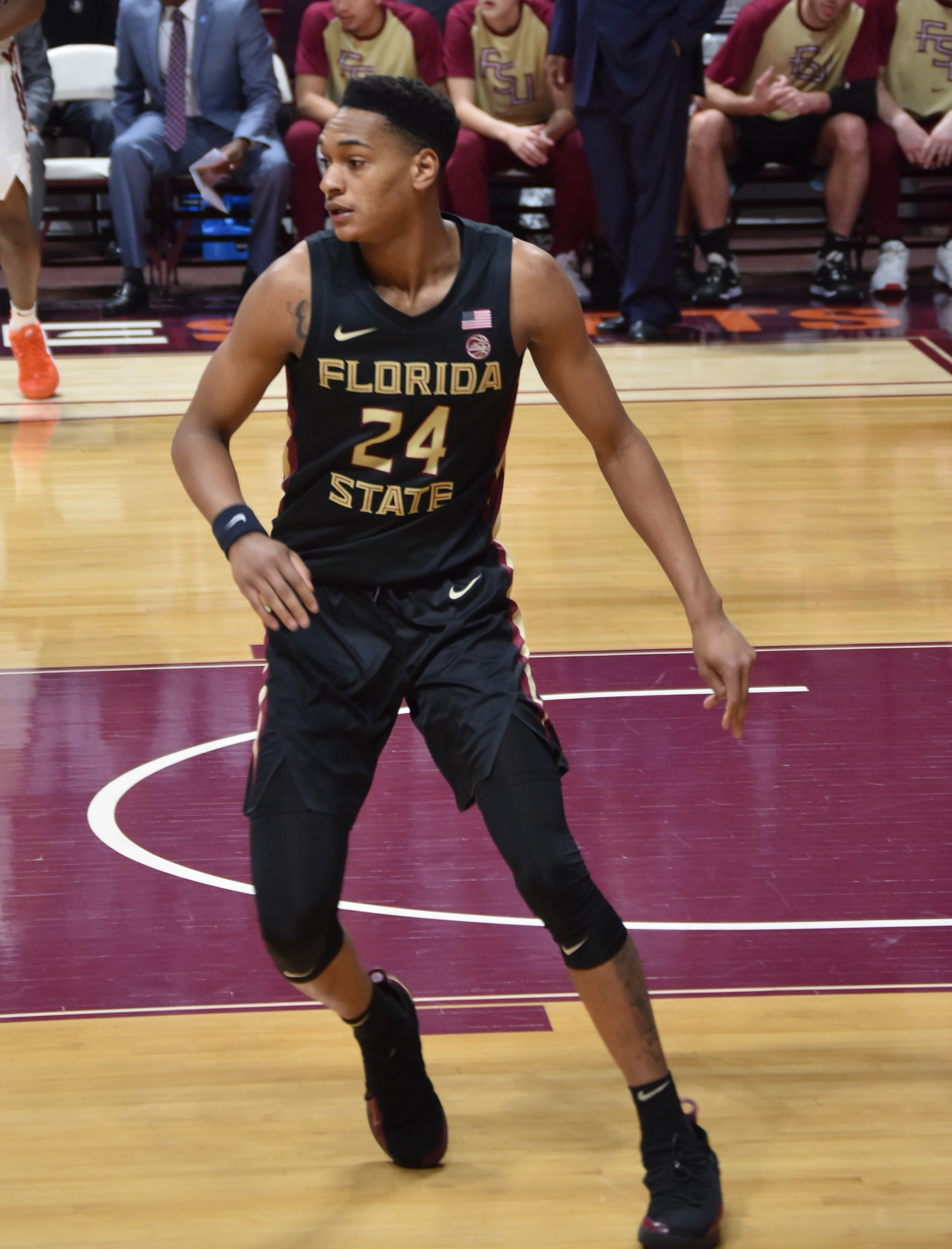
Devin Vassell, 2020.

Devin Anthony Vassell, född 23 augusti 2000 i Lawrenceville i Georgia, är en amerikansk professionell basketspelare (SG/SF) som spelar för San Antonio Spurs i National Basketball Association (NBA).
Han draftades av San Antonio Spurs i första rundan i 2020 års draft som elfte spelare totalt.
Innan Vassell blev proffs studerade han vid Florida State University och spelade för universitetets idrottsförening Florida State Seminoles.